# Manuel Pauli
Manuel Pauli (* 22. April 1930 in Zürich; † August 2002 in Luzern) war ein Schweizer Architekt. Er gehörte der Zürcher Arbeitsgruppe für Städtebau an und plante wichtige Werke in der Stadt Zürich wie etwa die Rathausbrücke. Zwischen 1983 und 1995 war Manuel Pauli Stadtarchitekt von Luzern.

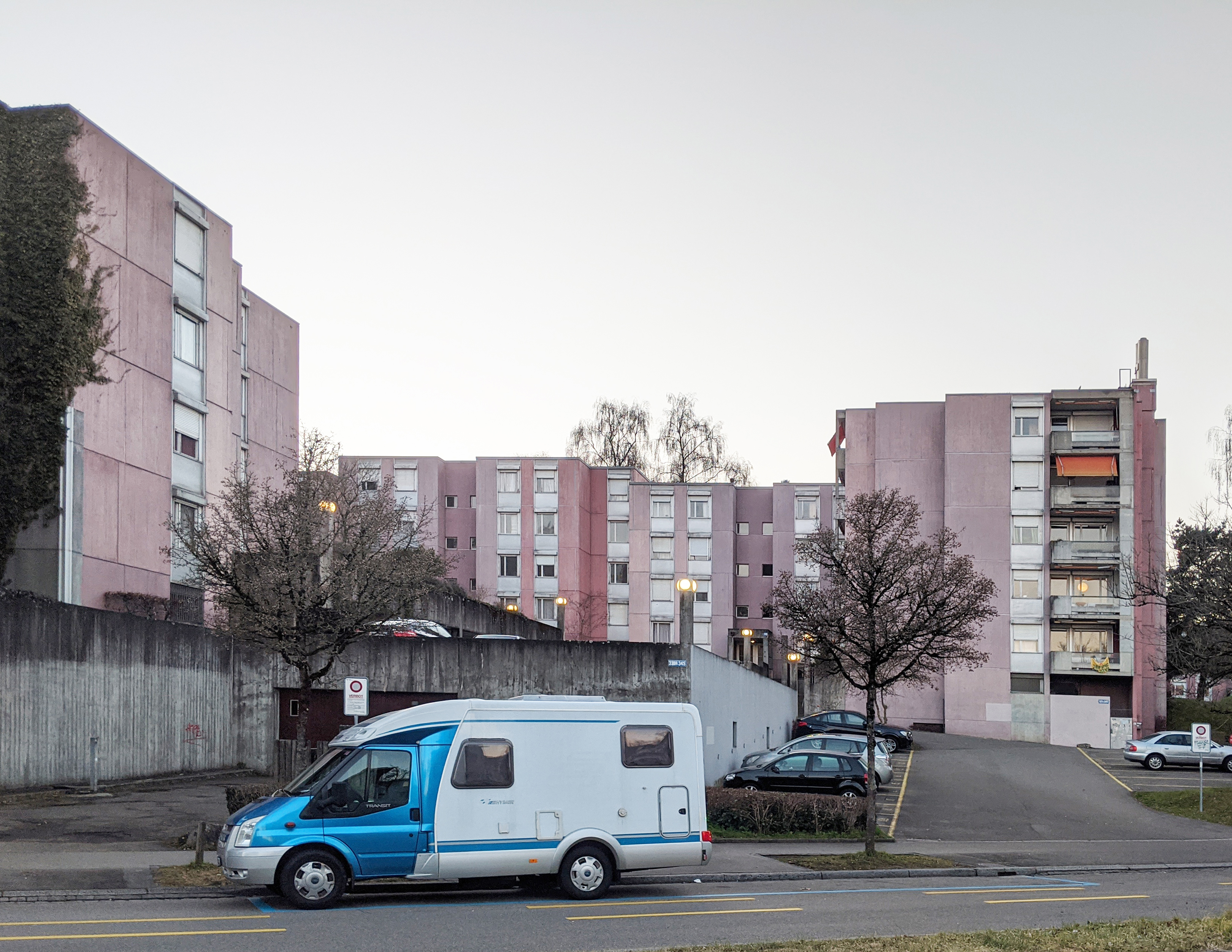
Siedlung Salzweg

## Werdegang
Manuel Pauli wurde 1930 als erstes Kind des Kunstmalers Fritz Pauli und der Kunstgewerblerin Jenny Pauli-Bruppacher in Zürich geboren. Die Familie zog kurz danach erst nach Emden und dann nach Cavigliano, wo Manuel Pauli hauptsächlich aufwuchs. Nach Beendigung der Primarschulzeit besuchte er das Collegio Papio in Ascona. Nach der Matura begann er Architektur an der ETH Zürich zu studieren, wo er viele spätere Mitstreiter kennenlernte wie Esther und Rudolf Guyer, Walter Moser, Fritz Schwarz, Beate Schnitter, Jakob Schilling, Rolf Keller und Otto Schärli. Seine Studienzeit verbrachte er bei den Professoren Friedrich Hess, William Dunkel sowie Hans Hoffmann, wo er 1955 diplomierte.
Seine Karriere startete Manuel Pauli mit kleinen Aufträgen für Einfamilien- und Ferienhäuser im Tessin. Nebenbei arbeitete er als Assistent für Professor Hess und später Professor Albert Heinrich Steiner an der Eidgenössischen Technischen Hochschule. 1957 gründete er mit August Volland ein kleines Atelier. Sie beteiligten sich erfolgreich an verschiedenen Wettbewerben, in einigen Fällen gemeinsam mit dem Büro Guyer.
1959 heiratete Manuel Pauli die ungarische Künstlerin Eva Barna. Im Laufe der Jahre entwickelten sie zusammen viele Werke. Während seiner Zeit in Zürich realisierte Manuel Pauli einige wichtige Bauten wie beispielsweise die Rathausbrücke, den Umbau und die Renovation der Grossmünsterkapelle und Helferei Zürich oder die Siedlung Salzweg. Immer war er auch aktiv in der Zürcher Arbeitsgruppe für Städtebau, mit der er sich für die Gestaltung der Stadträume und gegen deren Bedrohung durch den Autoverkehr einsetzte. Stets war Manuel Pauli für ein von Toleranz geprägtes Zusammenleben der unterschiedlichen Gruppen im städtischen Raum. Er setzte sich für Stadtstrukturen ein, welche das menschliche Mass und Erfassungsvermögen nicht sprengten. 1983 entschloss sich Manuel Pauli, die Berufung als Stadtarchitekt von Luzern anzunehmen. Dabei versuchte er Architektur ins öffentliche Gespräch zu bringen und einen engagierten Diskurs aufrechtzuerhalten. Er veranstaltete viele Wettbewerbe und war beteiligt an der Auszeichnung guter Bauten der Stadt und des Kantons Luzern.
Pauli war Mitglied der Zürcher Arbeitsgruppe für Städtebau.

## Bauten

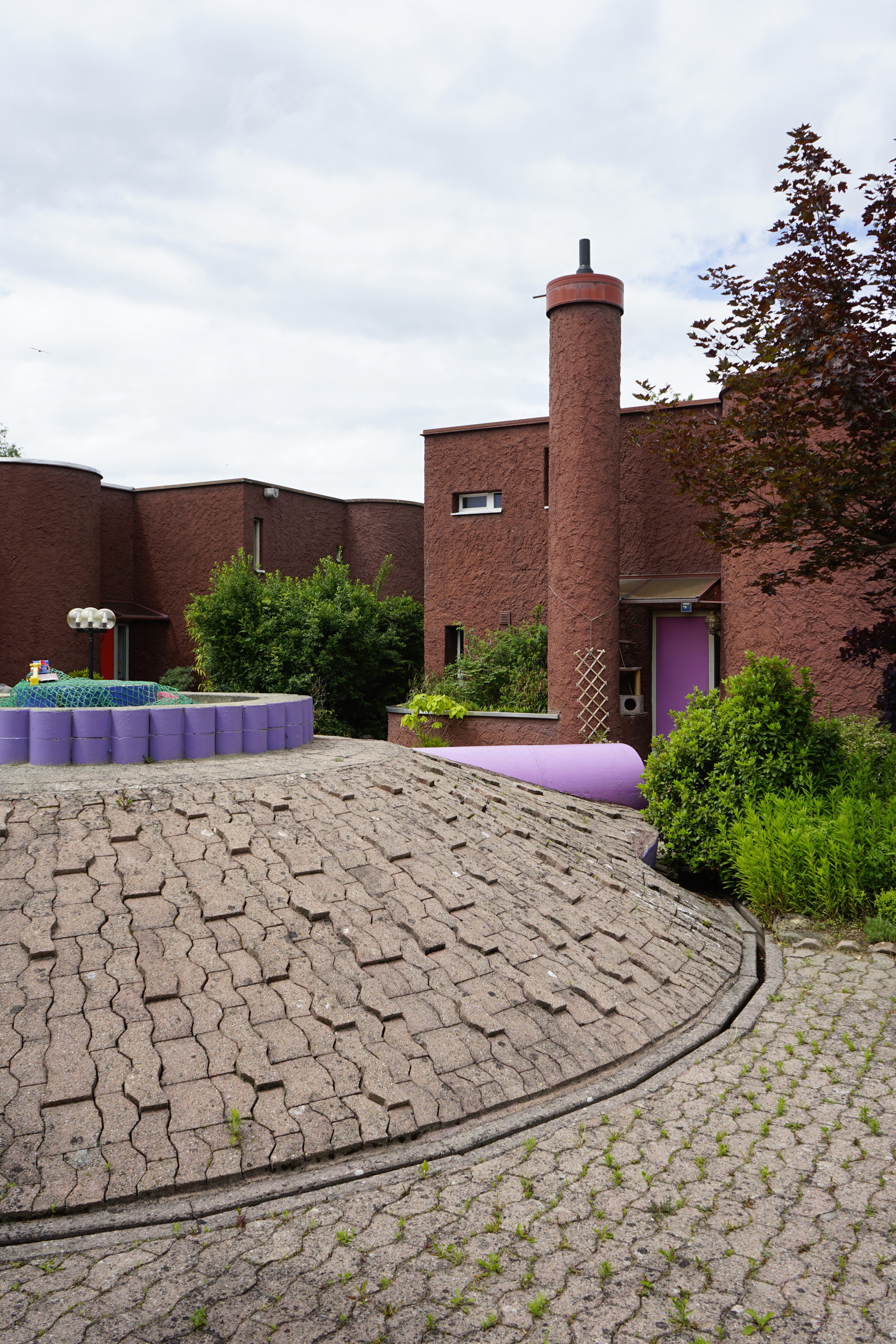
Wohnsiedlung „Heuel“ in Rümlang

Siedlung Salzweg, Luftaufnahme

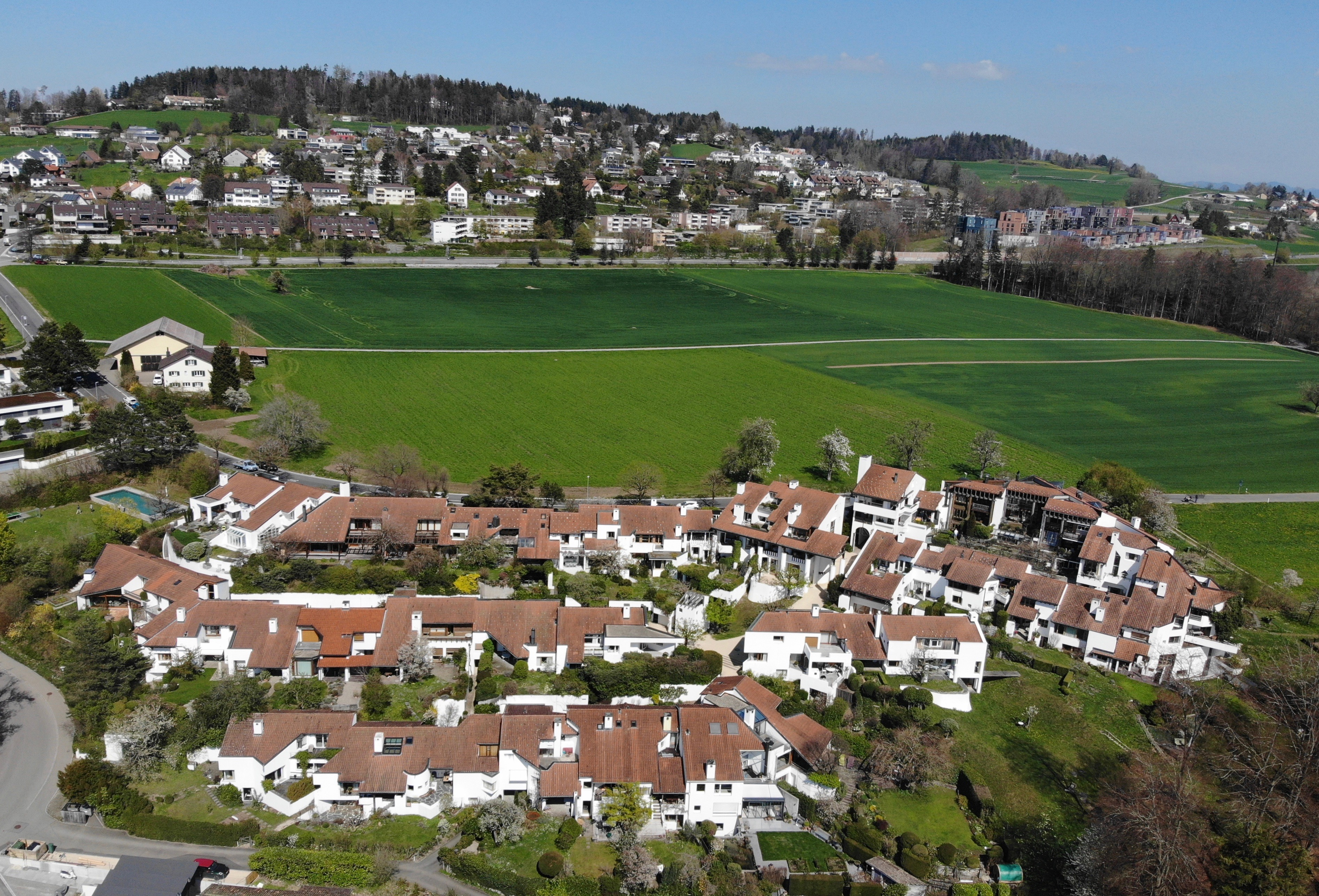
Siedlung Seldwyla

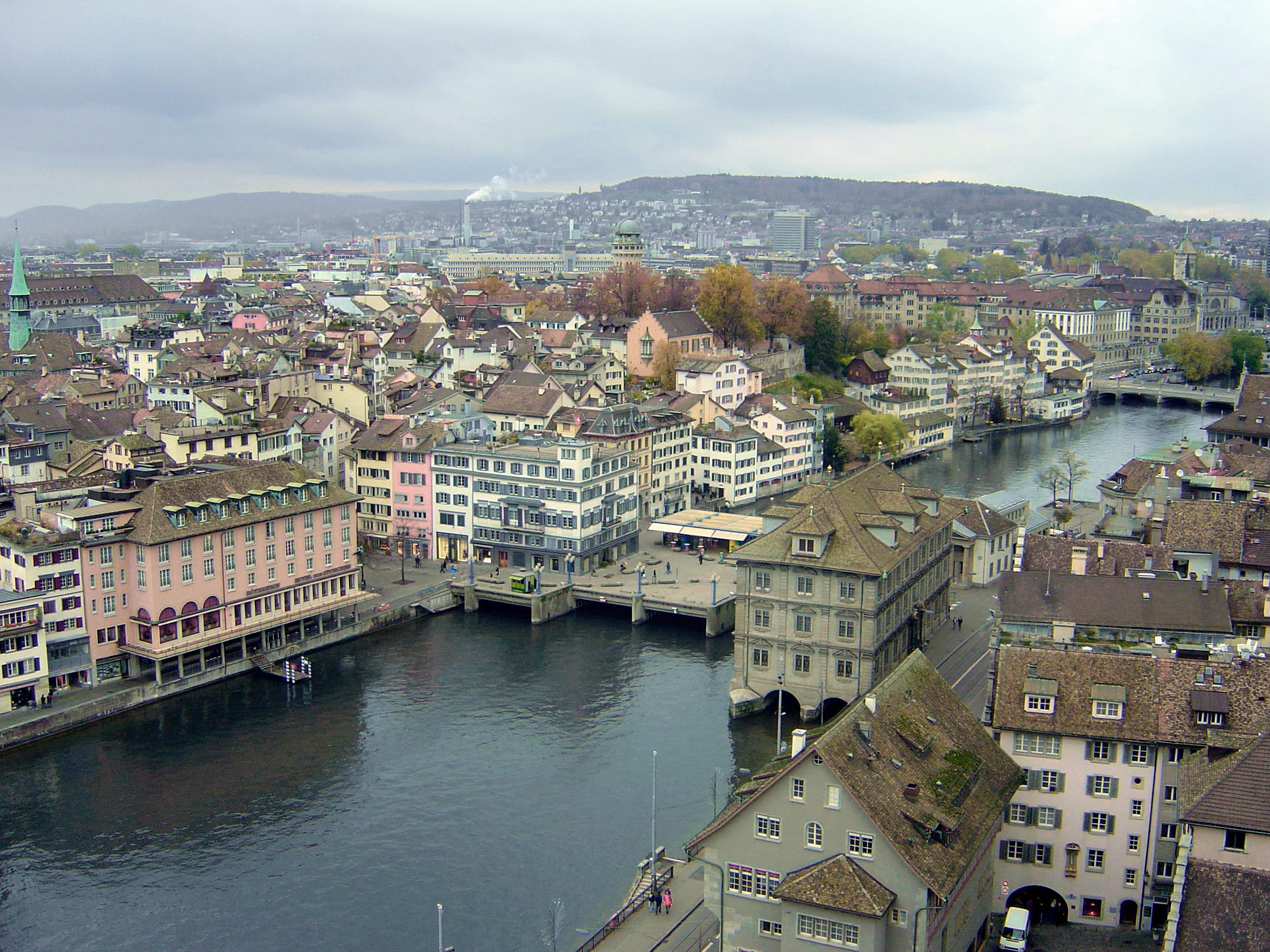
Rathausbrücke, Zürich

- 1957–1960: Feriendorf I Grappoli, Sessa
- 1959–1961: Fabrik für Präzisionsmechanik Heinz Kaiser, Rümlang
- 1957–1967: Genie-Waffenplatz, Bremgarten mit Rudolf und Esther Guyer und August Volland
- 1963–1968: Oberstufenschulanlage “Watt”, Effretikon mit Edy Toscano[4]
- 1968–1969: Wohnsiedlung “Heuel”, Rümlang
- 1966–1971: Kirchliches Zentrum, Langendorf
- 1965–1969: Siedlung Seldwyla, Zumikon
- 1969: Waffenplatz, Isone mit Suter & Suter, Carlo Cotti und Fernando Bordoni
- 1968–1972: Oberstufenschulanlage Niederlenz (1. Etappe)
- 1969–1974: Umbau und Renovation der Grossmünsterkapelle und Helferei, Zürich
- 1969–1974: Katholische Kirchenzentrum Forum, Opfikon-Glattbrugg
- 1967–1975: Rathausbrücke, Zürich mit Edy Toscano[5]
- 1972–1975: Wohnsiedlung Wyler am Teich, Embrach
- 1990–1999: Mehrzweckgebäude PTT/SBU, Säntis, (1. Etappe: 1967–1967; 2. Etappe mit Rudolf und Esther Guyer)